# 祐漢

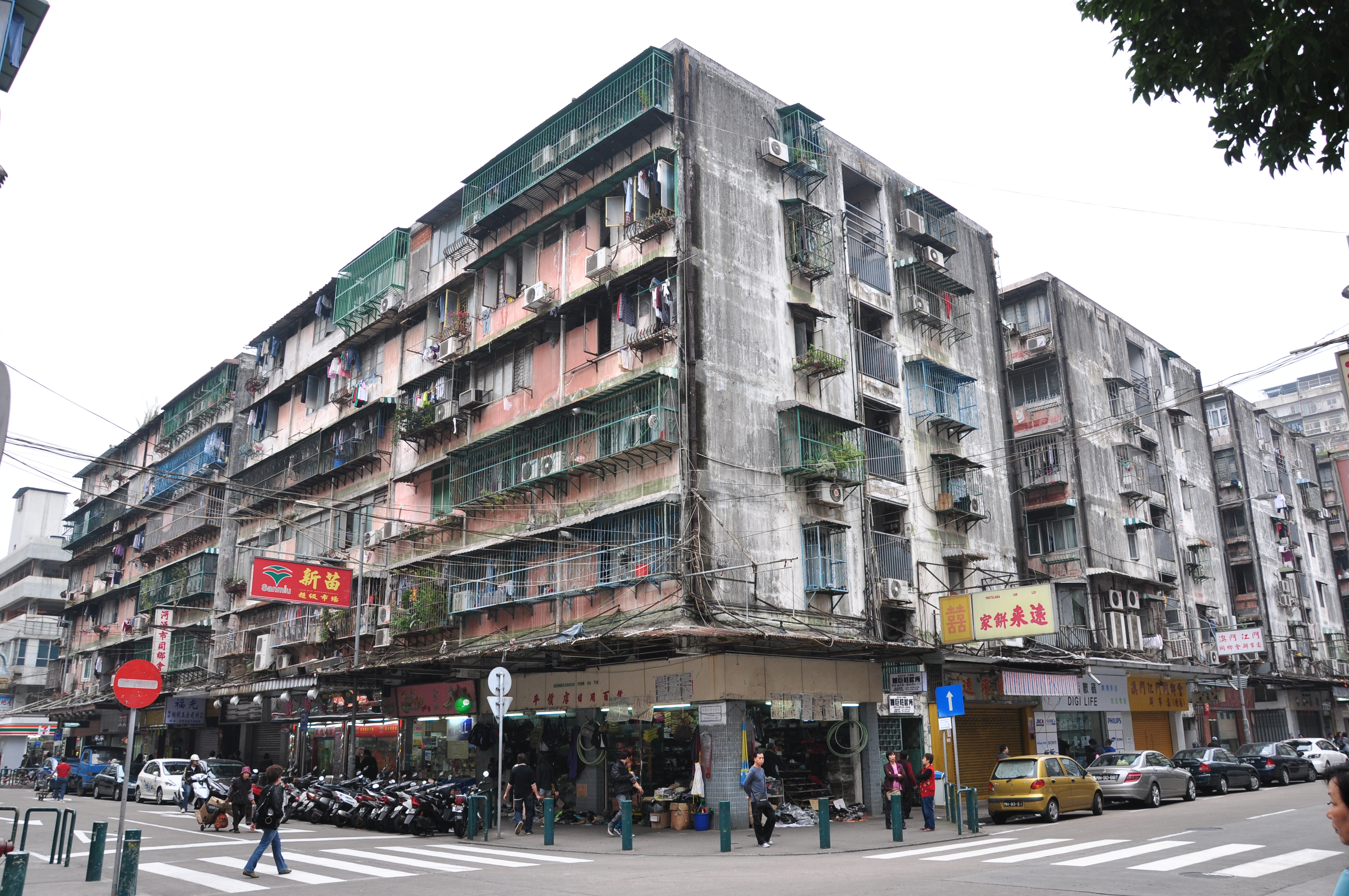
祐漢區名稱源自區內的祐漢新邨

祐漢（葡萄牙語：Iao Hon），位於澳門北區，毗鄰黑沙環以及關閘。

## 歷史
祐漢區在1930年代由填海而成，以往是賽馬場用地，後改為農地用途。直至1970年代，城市發展需要而進行了規模較小的填海工程，並且將農地發展為住宅區。這個住宅區名為祐漢新邨，命名來自發展商祐興建築以及其投資合夥人李昭漢，當地主要樓宇如順利樓、牡丹樓等。其後因「九一事件」和龍的行動，引致大量新移民湧入澳門，新移民大多定居於祐漢、關閘、台山一帶。經過多年的發展祐漢區已經為一個大型住宅區，區內交通方便，加上道路網的重新規劃，成為澳門居住人口密度較高的區域之一。

## 大型設施

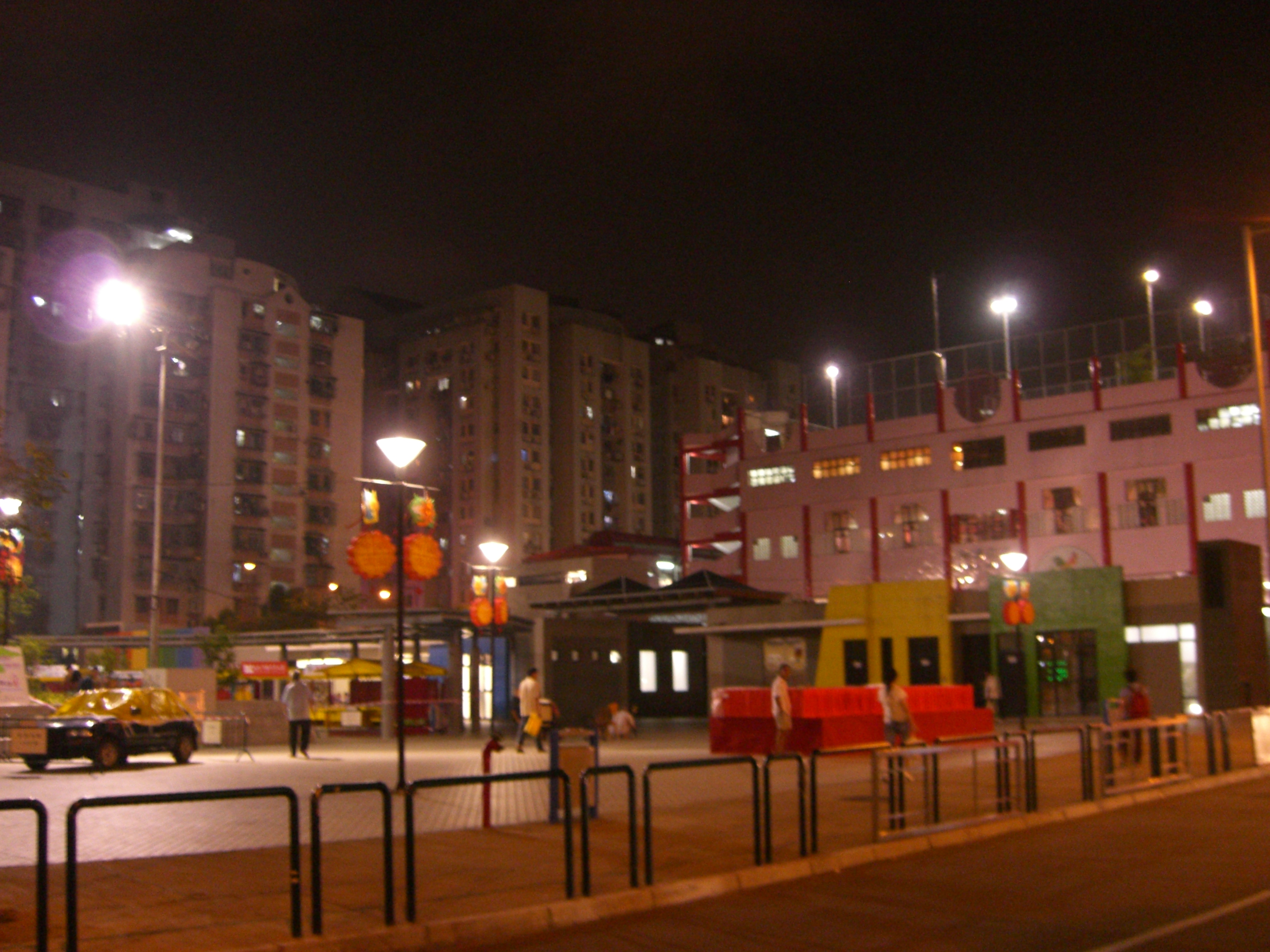
祐漢公園

區內最大型的綜合建設為祐漢市政綜合體，於1994年建成啟用，由當年澳門總督韋奇立主持揭幕儀式；祐漢市政綜合體俗稱祐漢街市，附設街市、熟食中心、社區中心、固定小販攤檔，天台設籃球場及羽毛球場，綜合體側附設一廣場，俗稱祐漢公園，於2005年重建，並於地庫加建三層大型停車場。

## 交通

### 公共巴士總站
- 祐漢第二街 (巴士總站)
- 永寧廣場總站
- 馬場大馬路 (巴士總站)
- 永定街 (巴士總站)

## 區內重整

### 祐漢七棟樓群重建計劃
早在2005年，政府已將祐漢七個舊樓群列作重建試點；2007年成立的「舊區重整諮詢委員會」，過去亦曾經做過有關祐漢重建的調查，但最後不了了之。由於樓宇樓齡普遍偏高，部分甚至已逾50年，該區樓群的環境衛生、石屎剝落、電線交錯及樓宇滲漏水等問題非常嚴重，多年來引起社會高度關注和廣泛討論，急需重建。
2020年3月25日，「祐漢七棟樓群」調研工作正式開展，將委託具多年研究祐漢樓群經驗的機構開展為期十個月的調研工作，由其專業團隊進行收集、整理及分析相關數據及業權人對都市更新的意願等，務實推進都市更新進程。調研工作包括調查「祐漢七棟樓群」的商住型態、人口、年齡、性別、住戶收入、商戶性質、空置率等現況，以及暫定於今年5月起以入戶調查方式收集業權人、承租人對都市更新的取態及補償意向等。

### 祐漢第八街公共房屋項目
2016年2月24日，澳門城市規劃委員會舉行全體會議，其中包括一幅祐漢第八街原舊區重整咨詢委員會臨時辦事處及旁邊的臨時休憩區用地興建公共房屋。按照規劃條件圖草案說明，該地段最大可建樓宇高度為90米，城市設計指引建議不少於一半地下停車場車位供公共使用，並同意裙樓頂層不少於一半的綠化面積。
2023年1月4日，城市規劃委員會舉行全體會議，該用地將更改為H2類居住用地，城規會主席兼土地工務局局長黎永亮表示，行政長官賀一誠於2022年11月發表新一年度施政報告時曾經提及，有關地段將用作都市更新的先導計劃，但與鄰近由澳門都市更新股份有限公司的祐漢七棟樓群沒有關係。

## 衍生問題
由於受COVID-19香港疫情影響，至今粵港兩地，仍然實施出入境管制。而澳門被廣東省政府，自2020年7月中起，實施免隔離醫學觀察措施。導致大批水貨和水貨客問題浮現，且比疫情爆發前更嚴重。從而引起澳門境內水貨客問題。
隨著政府多個執法部門於關閘一帶打擊水貨客，水貨客轉移陣地改為鄰近關閘的台山以及祐漢一帶匿藏進行活動，從而引起了該區治安和衛生等問題。